# Tim Duncan
Timothy Theodore Duncan (n. 25 aprilie 1976, Christiansted⁠(d), Saint Croix⁠(d), United States Virgin Islands) este un baschetbalist american retras, care a evoluat întreaga lui carieră pentru San Antonio Spurs în National Basketball Association. În 2019, el și-a început și cariera de antrenor ca secund la același club din Texas.
Este campion NBA în 1999, 2003, 2005, 2007 și 2014, Duncan fiind desemnat și MVP-ul competiției în 2002 și 2003 dar și cel mai bun jucător al finalei în 1999, 2003 și 2005. S-a remarcat și ca un apărător excepțional. 13 sezoane consecutive a fost ales în echipa sezonului All-NBA, dar și în echipa sezonului pe apărare NBA All-Defensive (record absolut în liga nord-americană).
Tim Duncan a primit premiul Sports Illustrated Sportsman of the Year in 2003. San Antonio Spurs a retras numărul 21 în onoarea lui la finele anului 2016. 